# Rue de Steinkerque
La rue de Steinkerque est une voie du 18e arrondissement de Paris, en France.

## Situation et accès
La rue de Steinkerque est une voie située dans le 18e arrondissement de Paris. Elle débute au 70, boulevard de Rochechouart et se termine au 13, place Saint-Pierre. Située entre le pied des escaliers sud conduisant au Sacré-Cœur et la station de métro Anvers, cette rue commerçante bénéficie d'une forte fréquentation touristique.

Une rue touristique très commerçante
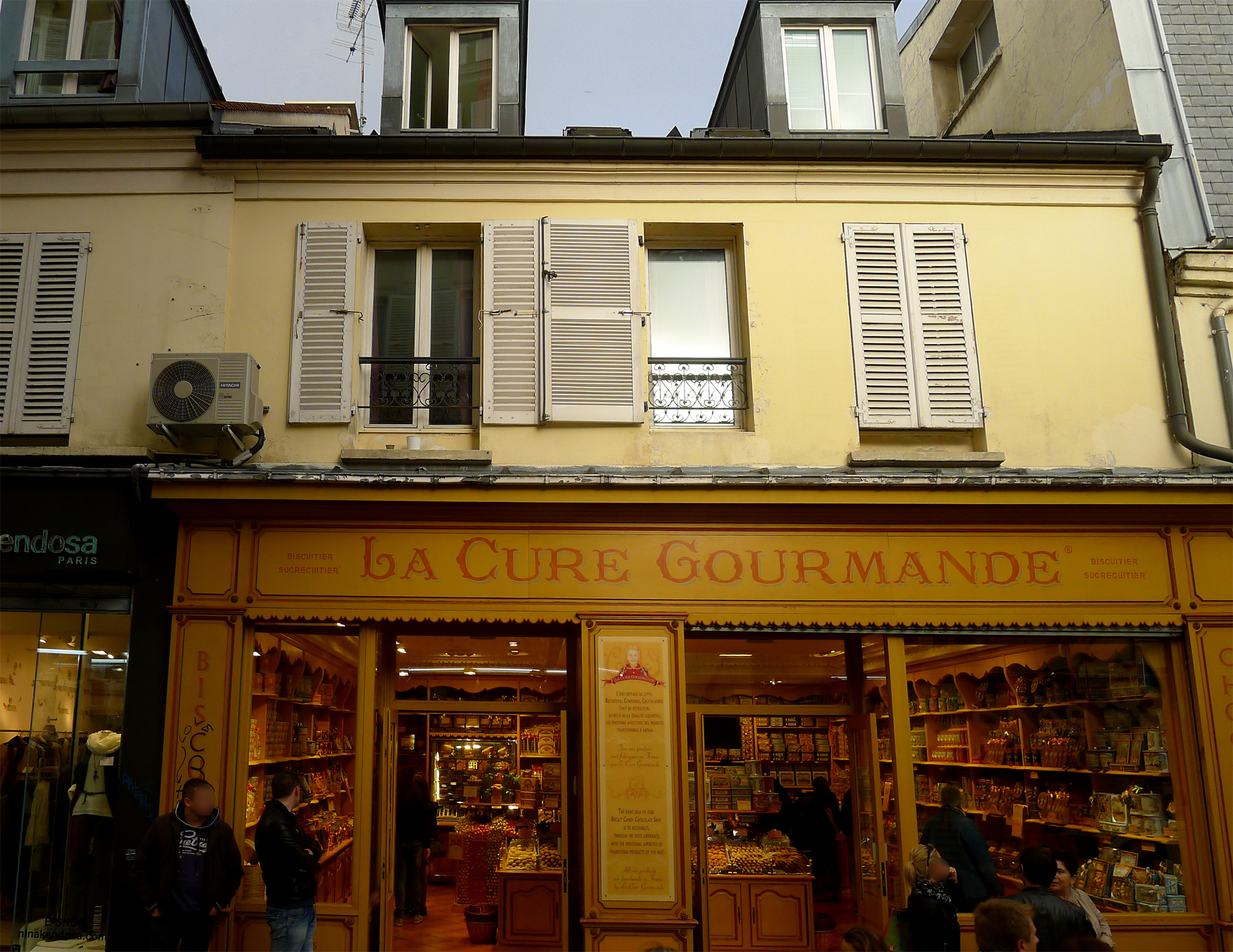
Une boutique de bouche.
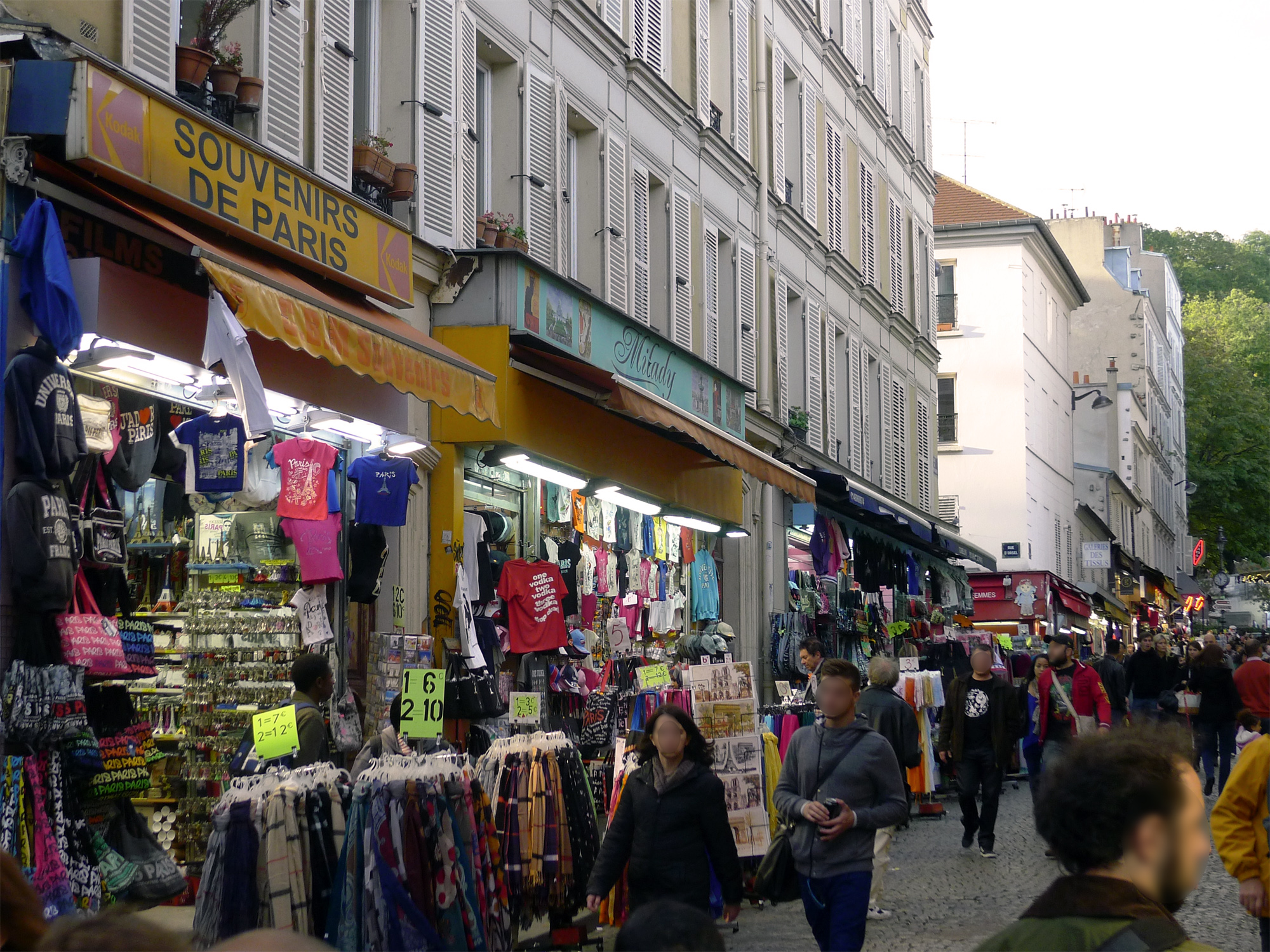
Des boutiques de souvenirs.

## Origine du nom
Le nom de la rue fait référence à la bataille de Steinkerque (aujourd'hui Steenkerque), remportée par le maréchal de Luxembourg sur le prince d'Orange et ses alliés, le 4 août 1692. 

## Historique
Cette voie de l'ancienne commune de Montmartre qui s'appelait alors « rue Virginie » est classée dans la voirie parisienne par un décret du 3 juin 1868 et prend sa dénomination actuelle par un arrêté du 1er février 1877.
Le 15 septembre 1918, durant la Première Guerre mondiale, deux bombes explosent sur les nos 13 et 14 rue de Steinkerque, lors d'un raid effectué par des avions allemands.

## Bâtiments remarquables et lieux de mémoire
- No 2 : Henri Casadesus y demeura et sa fille, la comédienne Gisèle Casadesus, y est née le 14 juin 1914[4].
- No 12 : demeure de Michel Zévaco.

## Annexe